# Diskit
Diskit  es una localidad y monasterio budista de la India en el distrito de Leh, estado de Ladakh.

## Geografía
Se encuentra a una altitud de 3242 m s. n. m. a 111 km al norte de la capital del distrito, Leh, en la zona horaria UTC +5:30.

## Demografía
Según estimación 2010 contaba con una población de 2 707 habitantes.